# Belagerung von Seringapatam (1799)
Mit der Belagerung von Seringapatam (1799) endete der Vierte Mysore-Krieg zwischen der Britischen Ostindien-Kompanie und dem Königreich von Mysore. Die Briten konnten durch die Erstürmung der Stadt einen klaren Sieg erringen. Der Herrscher von Mysore, Tipu Sultan, wurde bei der Verteidigung der Stadtmauer getötet. Nach der Belagerung setzten die Briten eine von ihnen kontrollierte Marionettenregierung ein.

## Vorgeschichte
Nach dem verlorenen Dritten Mysore-Krieg und dem Verlust großer Gebiete seines Reiches gelang es Tipu Sultan wieder, 30.000 Mann unter Waffen zu nehmen. Nachdem seine Hauptstadt Seringapatam schon einmal belagert und erobert worden war, verstärkte Tipu die Befestigungen. Es wurden teilweise hinter der ersten, sichtbaren Stadtmauer weitere Mauern errichtet. Tore wurden angelegt, die in Sackgassen führten, und Sprengfallen eingerichtet. Große Versorgungslager mit Waffen, Munition und Nahrung waren angelegt. Die Briten und ihre Verbündeten konnten ein Heer von 50.000 Mann aufstellen, dessen Belagerungstechnik auf der Höhe der Zeit war. Mysore war ein enger Alliierter Frankreichs. Nach Napoleons Invasion in Ägypten beschlossen die Briten, der Bedrohung durch Tipu Sultan ein für alle Mal ein Ende zu setzen, und griffen Mysore an.

## Einheiten unter britischem Kommando
Britische Einheiten
- 12. (East Suffolk) Infanterieregiment
- 19. Leichte Dragoner
- 25. Leichte Dragoner
- 33. Infanterieregiment (Arthur Wellesley)
- 71. Hochlandregiment
- 74. Hochlandregiment
- 75. Hochlandregiment, Gordon Highlanders
- 77. Infanterieregiment
- Schottische Brigade
- Regiment de Meuron (Schweizer Söldner)

Sepoyregimenter
- 1. Madrasinfanterie
- 2. Madrasinfanterie
- 1. Madraskavallerie
- 2. Madraskavallerie
- 3. Madraskavallerie
- 4. Madraskavallerie
- Madras-Pioniere
- Madras Artillerie

Alliierte Einheiten
- 1. Bengalische Infanterie
- 2. Bengalische Infanterie
- Bengalische  Artillerie

## Belagerung
Die Belagerung begann am 5. April 1799. Seringapatam war eine vom Fluss Kaveri umflossene Inselstadt. Zu dieser Jahreszeit hatte der Fluss seinen niedrigsten Wasserstand und konnte problemlos überquert werden. Tipu Sultan spielte auf Zeit, denn der bevorstehende Monsun hätte es den Briten unmöglich gemacht, zur Stadt vorzudringen. Er bot den Briten verschiedentlich Verhandlungen an. Am 22. April hatten die Belagerer ihre ersten Geschütze vor der Westmauer der Stadt aufgebaut. Dies war der älteste und augenscheinlich der schwächste Teil der Befestigung. Da der Fluss überquert werden musste, dauerte es noch bis zum 1. Mai, bis sämtliche Geschütze in Stellung gebracht waren. Am 2. Mai 1799 konnte eine gangbare Bresche in die äußere Mauer geschlagen werden.
Um 13.00 Uhr begannen das 73. Highland Regiment und das 74. Highland Regiment unter Major-General David Baird, die Bresche zu stürmen. Diese Uhrzeit wurde bewusst gewählt, da die Briten zu Recht vermuteten, dass die Verteidiger zu Mittag essen würden. Dazu kam, dass Tipus Premierminister Mir Sadiq auf der Gehaltsliste der Briten stand und auf dem Höhepunkt der Schlacht viele Soldaten von der Mauer wegbefahl. Den Briten stellten sich nur wenige Verteidiger entgegen, und sie konnten mit vergleichsweise wenigen Verlusten in die Stadt eindringen. Ein weiterer Glücksfall für die Briten war, dass einige der Keller, in denen die Verteidiger ihr Pulver lagerten, überflutet waren. Tipu selbst kämpfte am Westtor gegen die eindringenden Briten. Seine ausgeplünderte Leiche wurde später unter dem Westtor gefunden. Er wurde offensichtlich mehrfach verwundet, bevor er an einem Kopftreffer starb.

## Folgen
Mit der Einnahme von Seringapatam endete der Vierte Mysore-Krieg. Mysore blieben lediglich einige Gebiete um die Hauptstadt. Die Briten setzen die ehemalige, hinduistische Herrscherdynastie der Wodyar wieder auf den Thron.
Tipu wurde mit militärischen Ehren im Mausoleum seiner Familie beigesetzt.
Eine skurrile Kriegsbeute der Briten ist Tipus Tiger, ein Ende des 18. Jahrhunderts in Mysore hergestellter mechanischer Automat, der einen Tiger bei einer Attacke auf einen britischen Soldaten darstellt und dabei die passenden Geräusche und Bewegungen macht. Tipus Tiger ist heute im Victoria and Albert Museum London ausgestellt.
Zwei Kanonen, die von den Briten erobert wurden, stehen heute vor der Offiziersmesse der Royal Military Academy Sandhurst.
Bernard Cornwell beschreibt die Belagerung von Seringapatam in seinem Roman Sharpes Feuerprobe. Die Belagerung ist der Ausgangspunkt der Handlung des Romans Der Monddiamant von Wilkie Collins.
|  |  |  |